# تاد مک‌فارلن
تاد مک‌فارلن (‎/məkˈfɑːrlɪn/‎؛ متولد ۱۶ مارس ۱۹۶۱) یک خالق کتاب کمیک، هنرمند، نویسنده، فیلمسازوکارآفرین کانادایی که، برای کار خود را به عنوان هنرمند در مرد عنکبوتی شگفت‌انگیز و به عنوان نویسنده و هنرمند در سری کمیک‌های ابرقهرمانی ترسناک فانتزی اسپاون شناخته شده‌است .
در اواخر دهه ۱۹۸۰ و اوایل دهه ۱۹۹۰، مک فارلن به دلیل کارش در مجموعه مرد عنکبوتی مارول کامیکس، که اولین حضور کامل شخصیت ونوم را روی آن انجام داد، به یک سوپراستار کمیک تبدیل شد. در سال ۱۹۹۲، او به شکل‌گیری ایمیج کامیکس کمک کرد و شخصیت ضد قهرمان اسپاون را از مجموعه دبیرستان‌اش بیرون کشید و او را برای دهه ۱۹۹۰ به‌روزرسانی کرد. اسپاون یک قهرمان محبوب در دهه ۱۹۹۰ بود و روندی را به نام «متعلق به سازندگان» در کتاب‌های کمیک تشویق کرد.
از زمانی که مک فارلن با شماره ۷۰ اسپاون (فوریه ۱۹۹۸) وظایف خود را در ترک کرد، بیشتر تمرکز خود را بر تلاش‌های کارآفرینانه، مانند McFarlane Toys و Todd McFarlane Entertainment، یک استودیوی فیلم و انیمیشن کرده‌است.
در سپتامبر ۲۰۰۶، اعلام شد که مک فارلن مدیر هنری استودیو ۳۸ است که قبلاً Green Monster Games را تشکیل می‌داد، که توسط پرتابگر لیگ برتر بیسبال کرت شیلینگ تاسیس شده بود. مک فارلن قبل از فروش سهام خود به داریل کاتز یکی از مالکین لیگ ملی هاکی ادمونتون اویلرز بود. او همچنین یک کلکسیونر برجسته رکوردهای بیس بال است.
به عنوان یک فیلمساز، او در سال ۱۹۹۷ اقتباس سینمایی از اسپاون را با بازی آقای مایکل جی وایت تولید کرد. او اولین کارگردانی خود را با فیلم ریبوت انجام خواهد داد که در حال نوشتن آن نیز هست و جیمی فاکس در آن نقش آفرینی خواهد کرد.

## اوایل زندگی
تاد مک فارلن در ۱۶ مارس ۱۹۶۱ در کلگری، آلبرتا، کانادا، از خانواده باب و شرلی مک فارلن به دنیا آمد. او دو برادر دارد، کورتیس و درک. باب در تجارت چاپ کار می‌کرد که باعث شد او کار را به جایی که می‌تواند پیدا کند ببرد و در نتیجه در دوران کودکی مک فارلن، خانواده در سی مکان مختلف از آلبرتا تا کالیفرنیا زندگی می‌کردند.
مک فارلن از سنین پایین شروع به طراحی به عنوان یک سرگرمی کرد، و به کمیک‌ها علاقه پیدا کرد، تا جایی که می‌توانست یاد گرفت که از آنها نقاشی بکشد. او از طرفداران سازندگان کمیک مانند جان بیرن، جک کربی، فرانک میلر و جورج پرز و همچنین نویسندگی آلن مور بود. (جان پارکر از کامیکس‌الاینس همچنین به تأثیر والت سایمونسون در کار مک فارلن اشاره کرده‌است.) مک فارلن شخصیت اسپاون را در سن ۱۶ سالگی خلق کرد و «ساعت‌های بی شماری» را صرف تکمیل ظاهر هر یک از اجزای طراحی بصری او کرد.
یک روز هنگامی که در کلاس دوازدهم در دبیرستان ویلیام آبرهارت کلگری بود، مک فارلن که به عنوان دروازه‌بان برای کاردینال‌های کلگری بازی می‌کرد، در نیمکت تماشاچی‌ها ایستاده بود که یک دانش آموز ۱۳ ساله کلاس نهم در نزدیکی اش نشسته بود به نام واندا و شروع به معاشقه با او کرد. این دو شروع به قرار گذاشتن کردند اما پدر واندا مخالفت می‌کرد چون که فکر می‌کرد که دخترش برای او خیلی جوان است، اگرچه به مرور مک فارلن او را به دست آورد.
درست بعد از دبیرستان، مک فارلن در مسابقات بیسبال در دانشگاه گونزاگا شرکت کرد. علیرغم اینکه بازیکن خوب و سریعی بود، اما ضربه زننده خوبی نبود. علاوه بر این، او نمی‌توانست خرج دانشگاه گونزاگا را بپردازد، بنابراین به مدت یک سال در کالج اجتماعی اسپوکین فالز شرکت کرد و رابطه او با واندا به یک رابطه از راه دور تبدیل شد. در سال ۱۹۸۱ مک فارلن شروع به تحصیل در دانشگاه واشینگتن شرقی (EWU) با بورسیه تحصیلی بیسبال کرد و به عنوان بخشی از یک برنامه طراحی شده توسط خود برای گرافیک و هنر تحصیل کرد. هدف عملی او پیوستن به پدرش در تجارت چاپ در کلگری، آلبرتا بود، اگرچه رؤیای او همیشه این بود که یک خالق کتاب کمیک باشد. او به صورت پاره وقت در محوطه دانشگاه به عنوان سرایدار در ساختمان اداری مدرسه کار می‌کرد، زیرا بورسیه تحصیلی اش مستلزم یک کار در دانشگاه بود، و همچنین آخر هفته‌ها در یک فروشگاه کمیک به نام Comic Rack کار می‌کرد و چند ساعت شب را به تمرین هنر کمیک خود اختصاص می‌داد.
او پس از فارغ‌التحصیلی به‌دنبال بازی بیسبال به صورت حرف ای بود، اما در دوران نوجوانی در جریان بازی با رقبای اصلی دانشگاه ایالتی واشینگتن، از ناحیه مچ پا آسیب دید. او متعاقباً بر روی نقاشی تمرکز کرد، در فروشگاه کتاب‌های مصور کار کرد تا بقیه هزینه تحصیلات خود را بپردازد، و در یک پارک تریلر در چنی، واشینگتن با واندا زندگی کرد، که به این منطقه نقل مکان کرده بود. تا با او باشد و در EWU نیز شرکت کند. در سال ۱۹۸۴، یک سال پس از مصدومیتش، آخرین شانس مک فارلن برای بازی در لیگ‌های بزرگ زمانی به دست آمد که او با تیم مزرعه ای تورنتو بلو جیز در مدیسین هت، آلبرتا تلاش کرد، اما در نهایت در رده آخر فهرست قرار گرفت و به چشم‌انداز حرفه ای بیسبال او پایان داد. مک فارلن در همان سال با مدرک لیسانس فارغ‌التحصیل شد. او در Spokane ماند تا اینکه واندا مدرک خود را به پایان رساند.

## حرفه

### کارهای اولیه، دی سی و مارول
مک فارلن در حالی که هنوز در کالج بود، شروع به ارسال ۳۰ تا ۴۰ بسته ارسالی در هر ماه برای ویراستاران کمیک کرد که در مجموع پس از یک سال و نیم به بیش از ۷۰۰ ارسال می‌رسید که بیشتر آنها به صورت پین‌آپ بودند. نیمی از آنها بدون پاسخ بود، در حالی که نیمی دیگر نامه‌های رد شده بود، اگرچه او انتقادات سازنده ای از چند سردبیر دریافت کرد. یکی از آنها، سال آمندولا از دی سی کامیکس، یک فیلمنامه ساختگی به مک فارلن داد تا توانایی مک فارلن در داستان سرایی صفحه به صفحه را بسنجد. توصیه آمندولا مبنی بر اینکه ارسال‌های مک فارلن به جای پین‌آپ‌ها نیاز به تمرکز بر داستان‌های صفحه به صفحه دارند، مک فارلن را به ایجاد یک نمونه کایوت پنج صفحه‌ای سوق داد که در ابتدا برای ویرایشگر مردان-ایکس غیرطبیعی ان نوسنتی در مارول کامیکس فرستاد، و او آن را به آرچی گودوین منتقل کرد. و جو دافی، ویراستاران کمیک حماسی مارول، که Coyote را منتشر کرد. آنها به نوبه خود آن را به استیو انگلهارت، خالق Coyote دادند، که مک فارلن را صدا کرد تا اولین کار کمدی خود را به مک فارلن پیشنهاد دهد، یک داستان پشتیبان در سال ۱۹۸۴ در Coyote.
مک فارلن خیلی زود شروع به طراحی برای دی سی و مارول کرد، و اولین مجموعه اصلی کار او اجرای دو ساله (۱۹۸۵–۱۹۸۷) در Infinity, Inc از دی سی بود. در سال ۱۹۸۷، مک فارلن سه شماره آخر خط داستانی چهار شماره ای «بتمن: سال دوم» را در «کمیک‌های کاراگاهی» به تصویر کشید. از آنجا، او به هالک شگفت‌انگیز مارول رفت، که از سال ۱۹۸۷ تا ۱۹۸۸ با همکاری نویسنده، پیتر دیوید، آن را کشید.

#### مرد عنکبوتی شگفت‌انگیز
در سال ۱۹۸۸، مک فارلن به نویسنده دیوید میشلینی در مرد عنکبوتی شگفت‌انگیز مارول پیوست، که با شماره ۲۹۸ شروع شد و طرح اولیه تصویر جلد آن را در پشت یکی از صفحات هالک شگفت‌انگیز خود کشید. مک فارلن به خاطر ژست‌های پویاتر که در آن تاب خوردن تار مرد عنکبوتی را به تصویر می‌کشد، بزرگ‌کردن چشم‌ها روی ماسک شخصیت و جزئیات بیشتری که در آن آثار هنری‌اش را ارائه می‌کرد، مورد توجه قرار گرفت. به ویژه جزئیات مفصلی بود که او به تار مرد عنکبوتی ارائه کرد. در حالی که اساساً به عنوان یک سری از X بین دو خط ارائه شده بود، مک فارلن آن را با جزئیات بیشتر رشته‌های جداگانه تزئین کرد، که به آن «تار اسپاگتی» لقب گرفت. مک فارلن اولین حضور کامل ادی براک را ترسیم کرد، تجسم اصلی شخصیت شرور ونوم. او به عنوان یکی از خالقان این شخصیت شناخته شده‌است، اگرچه این موضوع در صنعت کتاب‌های مصور مورد اختلاف بوده‌است.
کار مک فارلن روی مرد عنکبوتی شگفت‌انگیز او را به یک سوپراستار صنعت تبدیل کرد. طراحی جلد خود را برای شگفت‌انگیز مرد عنکبوتی شماره ۳۱۳، که او در اصل ۷۰۰ $ در سال ۱۹۸۹ پرداخت شد، به عنوان مثال، بعدها به ۷۱٬۲۰۰ $ به فروش در سال ۲۰۱۰. یکی از منتقدان سبک جزییات سنگین مک فارلن، گری گراث سردبیر مجله کامیکس بود که در مصاحبه ای در سال ۲۰۱۷ دربارهٔ مک فارلن گفت: «او هیچ فضیلت معتبری به عنوان یک سبک بصری ندارد. آثار او به قدری بیش از حد تزئین شده‌است که این واقعیت را پنهان می‌کند که ترکیب آشفته و درهم و برهم است تا جایی که تقریباً ناخوانا است. او هرگز واقعاً هنر کمیک را یادنگرفت - او فقط آن را به خوبی جعل کرد."
مک فارلن در طول اجرایش در مرد عنکبوتی شگفت‌انگیز، به‌طور فزاینده‌ای از عدم کنترل روی کار خود ناراضی شد، زیرا می‌خواست بیشتر در جهت خط داستانی صحبت کند. او شروع به از دست دادن ضرب‌الاجل‌ها کرد، و از هنرمندان مهمان می‌خواست که در مورد برخی مسائل جای او را پر کنند. در سال ۱۹۹۰، پس از انتشار ۲۸ شماره‌ای از مرد عنکبوتی شگفت‌انگیز، مک فارلن به سردبیر جیم سالیکراپ گفت که می‌خواهد داستان‌های خودش را بنویسد و این کتاب را با شماره ۳۲۸ ترک خواهد کرد، که بخشی از آن سال در سراسر شرکت بود. خط داستانی متقاطع " Acts of Vengeance". در ژوئیه ۲۰۱۲، اثر هنری اصلی روی جلد آن شماره، که مرد عنکبوتی را در حال اعزام هالک به نمایش می‌گذارد، به قیمت رکوردشکنی ۶۵۷٬۲۵۰ دلار آمریکا فروخته شد، که بالاترین قیمت حراجی تا به حال برای هر اثر هنری کمیک آمریکایی است. جانشین مک فارلن در فیلم مرد عنکبوتی شگفت‌انگیز، اریک لارسن، همکار آینده مک فارلن، یکی از بنیانگذاران ایمیج کامیکس شد.

#### عنوان جدید مرد عنکبوتی

جلد مک فارلن برای مرد عنکبوتی شماره ۱ مارول (اوت ۱۹۹۰)

مارول که می‌خواست مک فارلن را راضی کند، یک عنوان جدید و بدون صفت مرد عنکبوتی به مک فارلن داد تا هم بنویسد و هم نقاشی بکشد. مرد عنکبوتی شماره ۱ (اوت ۱۹۹۰) ۲٫۵ میلیون نسخه فروخت، تا حد زیادی به دلیل کاورهای متفاوتی بود که مارول، به دنبال سرمایه‌گذاری از محبوبیت مک فارلن، این شماره را منتشر کرد تا کلکسیونرها را به خرید بیش از یک جلد تشویق کند. نسخه این عمل نتیجه حباب دلالان کمیک در دهه ۱۹۹۰ بود که در اواخر آن دهه ترکید. مک فارلن، بدون اطلاع والدینش در آن زمان، حدود یک میلیون دلار در سال درآمد داشت. مک فارلن ۱۵ شماره از ۱۶ شماره اول سری را نوشت و تصویرسازی کرد که در بسیاری از شماره‌های آن شخصیت‌های محبوب مارول مانند ولورین و روح سوار در نقش‌های مهمان حضور داشتند.
علیرغم تحسین او به عنوان یک هنرمند، طرفداران نوشته‌های مک فارلن را ناشیانه، بی‌پیرایه و پرمدعا دانستند و در وهله اول حکمت اجازه دادن به او برای نوشتن عنوان جدیدی از مرد عنکبوتی را زیر سؤال بردند. در همان زمان، سرمقاله با لحن تاریک داستان‌هایی که مک فارلن تعریف می‌کرد، با خط داستانی افتتاحیه «عذاب» شروع شد، که نسخهٔ شرورتر از خزنده شرور مارمولک را تحت کنترل کشیش وودو کالیپسو به تصویر می‌کشید. داستان‌های بعدی مانند «Masques» نشان می‌دهد که مرد عنکبوتی در حال رویارویی با هاب‌گابلین شیطانی است، در حالی که «ادراکات» که شامل برخورد مرد عنکبوتی با فساد پلیس، تجاوز به کودک و قتل (اشاره‌ای از کاری که بعداً روی اسپاون انجام می‌دهد) را نشان می‌دهد. برخی از فروشگاه‌ها از عرضه کتاب خودداری می‌کنند. این امر تنش‌های بیشتری را بین مک فارلن و سرمقاله ایجاد کرد، که مرد عنکبوتی را به عنوان یک شخصیت از لحاظ تاریخی سبک دل می‌دانست که برای خوانندگان جوان عرضه می‌شد. ویراستار جیم سالیکراپ به‌طور خاص ملزم به انجام تعدادی مصالحه برای کار مک فارلن بود، از جمله اعمال تغییرات جزئی لباس مک فارلن در کل خط دیگر کمیک‌های Spidey، ایجاد محدودیت در انتخاب شخصیت‌های شرور برای داستان‌هایش، و برخورد با اختلاف نظر شدید در مورد مدیریت شخصیت مری جین واتسون. این امر رابطه مک فارلن با سالیکروپ را تیره کرد، که در میزان قابل توجهی از اختلاف نظر عمومی که در صفحه نامه‌های کتاب ظاهر شد، بیان شد. در نهایت توجه مک فارلن به ضرب‌الاجل‌هایش دوباره شروع به چشم پوشی کرد و او شماره ۱۵ عنوان را از دست داد. آخرین شماره او در کتاب، شماره ۱۶ (نوامبر ۱۹۹۱)، بخشی از یک داستان متقاطع با X-Force بود، و منجر به درگیری خلاقانه با ویرایشگر جدید دنی فینگروث شد. به گفته مک فارلن و تدوینگر تام دی فالکو در سال ۲۰۰۰ در مستند The Devil You Know: Inside the Mind of Todd McFarlane، از جمله مواردی که باعث خروج او شد، سانسور سرمقاله بر پانل آن شماره بود که در آن شخصیت منهدم کننده به صورت گرافیکی چاقو خورده در چشم با شمشیر بود دی فالکو از ویرایش پانل حمایت کرد و آن را «نامناسب» خواند، در حالی که مک فارلن این را «دیوانگی» خواند و استدلال کرد که چنین تصاویر گرافیکی در کتاب‌های مارول رایج است. او که از دخالت‌های تحریریه خسته شده بود، شرکت را زیر چیزی شبیه ابر ترک کرد. به گفته دیوید والاس از کامیکس بولتن، «پانزده شماره مرد عنکبوتی مک فارلن اکنون (شاید به طرز ناعادلانه‌ای) در کنار فیلم‌هایی مانند X-Force به عنوان مظهر همه چیزهایی که در کمیک‌های دهه ۱۹۹۰ اشتباه بود، و رویکرد نقدی آن‌ها به نمایش گذاشته می‌شوند. بازار سفته بازان که در آن زمان پررونق بود، باعث شد تا این صنعت تقریباً سقوط کند."

### ایمیج کمیکس
مک فارلن سپس با شش هنرمند محبوب دیگر برای تشکیل ایمیج کامیکس، یک شرکت چتری که هر کدام صاحب یک خانه انتشاراتی بودند، همکاری کرد. استودیوی مک فارلن، تاد مک فارلن پروداکشنز، اثر او را منتشر کرد، Spawn با مضمون غیبی، نوشته و طراحی شده توسط مک فارلن. این دومین انتشار ایمیج کامیکس، پس از انتشار Youngblood راب لیفلد در ماه قبل بود. پس از انتشار در سال ۱۹۹۲، Spawn #1 (مه ۱۹۹۲) ۱٫۷ میلیون نسخه فروخت که هنوز یک رکورد برای یک کتاب کمیک مستقل است.
مک فارلن در پاسخ به انتقاد شدید از توانایی‌هایش به‌عنوان یک نویسنده، نویسندگان مشهوری را برای نوشتن شماره‌های ۸ تا ۱۱ مهمان استخدام کرد، از جمله آلن مور، نیل گیمن، دیو سیم و فرانک میلر. نویسندگان بعدی که او در این سریال استخدام کرد عبارتند از: گرانت موریسون، اندرو گروسبرگ و تام اورزچوفسکی. گرگ کاپولو چندین شماره را به عنوان یک هنرمند مهمان قلم زد و با شماره ۲۶ مدادنویس معمولی شد و مک فارلن تا شماره ۷۰ به عنوان نویسنده و جوهرنویس باقی ماند. این سری همچنان موفق بود و در سال ۱۹۹۳ ویزارد اسپاون را «پرفروش‌ترین کمیک بر اساس ثابتی که در حال حاضر منتشر می‌شود» اعلام کرد. Spawn یکی از تنها دو کتاب تصویری است که در سال ۱۹۹۲ همراه با اژدهای وحشی اریک لارسن منتشر شد که تا سال ۲۰۲۰ منتشر شد.
در طول سال‌های اولیه فعالیت ایمیج کامیکس، این شرکت در مورد جنبه‌هایی از شیوه‌های تجاری‌اش، از جمله کتاب‌هایی که اواخر ارسال شده بودند، مورد انتقاد زیادی صنعت قرار گرفت، و تأکید خالقان آن بر هنر بر نوشتن. یکی از این منتقدان، نویسنده همکار سابق هالک مک فارلن، پیتر دیوید بود. این موضوع در جریان یک مناظره عمومی که آنها در کنوانسیون Comicfest در فیلادلفیا در اکتبر ۱۹۹۳ شرکت کردند، که توسط هنرمند جورج پرز اداره می‌شد، به نتیجه رسید. مک فارلن اظهار داشت که رسانه‌ها و به‌ویژه دیوید با تصویر منصفانه برخورد نمی‌کنند. سه قاضی، مگی تامپسون، سردبیر راهنمای خرید کمیک، ویلیام کریستنسن از ویزارد پرس، و جان دانوویچ از مجله Hero Illustrated، ۲–۱ به نفع دیوید رای دادند و دانوویچ در این مناظره رای مساوی داد.
در سال ۱۹۹۴ مک فارلن و دی سی کامیکس بر روی یک کراس اور بین شرکتی با یکدیگر همکاری کردند و هر کدام کتابی با بتمن و اسپاون تولید کردند. اولین کتاب از دو کتاب، Batman-Spawn: War Devil توسط داگ مونچ، چاک دیکسون و آلن گرانت نوشته شده‌است که توسط کلاوس جانسون طراحی شده و توسط دی سی منتشر شده‌است. پس از آن Spawn/Batman که توسط فرانک میلر نوشته شده و توسط مک فارلن کشیده شده‌است. آن سال نقطه ای بود که مک فارلن نویسنده و هنرمند معمولی Spawn نبود. اولین شماره ای که او نکشید شماره ۱۶ بود که توسط گرگ کاپولو کشیده شد. جدا از چهار نویسنده تکمیل کننده در شماره‌های ۸ تا ۱۱، این اولین شماره ای بود که مک فارلن نویسنده معمولی آن نبود، زیرا اولین نسخه از یک خط داستانی سه شماره ای بود که توسط گرانت موریسون نوشته شده بود. در طول دهه‌های بعدی، او نویسندگان دیگری مانند برایان هولگوین و دیوید هاین و هنرمندانی مانند ویلس پورتاسیو، آنجل مدینا و فیلیپ تان را استخدام کرد. مک فارلن گهگاه ورودی داستان و جلدهای جوهری ارائه می‌داد. او به‌صورت پراکنده به‌عنوان هنرمند داخلی برای مسائل متناوب برمی‌گشت و برای چند سال آن را با نام مستعار می‌نوشت تا با پرورش این توهم که استعدادهای جدیدی وارد تولید کتاب شده‌اند، علاقه‌ای به کتاب ایجاد کند.
در سال ۲۰۰۶ مک فارلن برنامه‌هایی را برای بازی Spawn/Batman به همراه هنرمند گرگ کاپولو اعلام کرد که مک فارلن آن را نوشت و جوهر کرد و به جک کربی ادای احترام کرد. او همچنین دوباره شروع به ایفای نقش فعال در انتشارات کمیک کرد و مجموعه‌هایی از کمیک‌های Spawn خود را در قالب جلد شومیز منتشر کرد. Spawn Collection Volume 1 با جمع‌آوری شماره‌های ۱–۱۲ منهای شماره ۹ (به دلیل مشکلات مربوط به حق امتیاز با نیل گیمن) و ۱۰ (به دلیل عهدی که او به سیم بسته بود) در دسامبر ۲۰۰۵ منتشر شد. جلد اول موفقیت متوسطی به دست آورد و در رتبه ۱۷ در میان صد رمان گرافیکی برتر قرار گرفت، با پیش فروش ۳٬۲۲۷ برای آن دوره.
در سال ۲۰۰۸، مک فارلن با شماره ۱۸۵ به همراه برایان هولگوین، نویسنده بازگشته، برای ساخت سری بازگشت. کتاب از سقوط حباب دلالان کمیک جان سالم به در برد، اما فروش آن نوسان داشته‌است و هرگز با ارقام فروش دهه ۱۹۹۰ مطابقت نداشت. اگرچه انتشار آن ادامه دارد، اما حضور آن در نمودار ۳۰۰ برتر الماس از اواسط دهه ۲۰۰۰ متناوب بوده‌است. با این حال، شی هنوم از مجله Paste در مورد این مجموعه مشاهده کرده‌است: «این کتابی است که برای مدتی، مردم به خرید شخصیت به جای خالق آن ادامه می‌دادند. به همان اندازه که یک کمیک است به یک مؤسسه تبدیل شده‌است.
Haunt، مجموعه‌ای در حال انجام که توسط مک فارلن و رابرت کرکمن ساخته شد، در سال ۲۰۰۷ اعلام شد و در ۷ اکتبر ۲۰۰۹ عرضه شد. این کمیک در ابتدا توسط کرکمن نوشته شد، توسط رایان اوتلی مدادی نوشته شد و توسط مک فارلن جوهرسازی شد و گرگ کاپولو طرح‌بندی‌ها را ارائه کرد. مک فارلن با مدادهایی در برخی از شماره‌ها همکاری کرد و با جو کیسی که مسئولیت نویسندگی را از کرکمن بر عهده گرفت، شماره ۲۸، پایان سریال را نوشت.
در سال ۲۰۱۹، مک فارلن اسپاون شماره ۳۰۱ را نوشت و کشید و از سری ۳۰۰ شماره‌ای سربوس دیو سیم به عنوان طولانی‌ترین مجموعه کمیک متعلق به خالق پیشی گرفت. این کتاب که تاریخ انتشار آن ۲ اکتبر همان سال است، مک فارلن را در رکوردهای جهانی گینس به ارمغان آورد، که مک فارلن برای آن در ۵ اکتبر ۲۰۱۹ گواهینامه ای در کامیک کان نیویورک قبل از پنل خود دریافت کرد. The Road to Historic Spawn 300 و 301."

### تاد مک فارلن اینترتینمنت

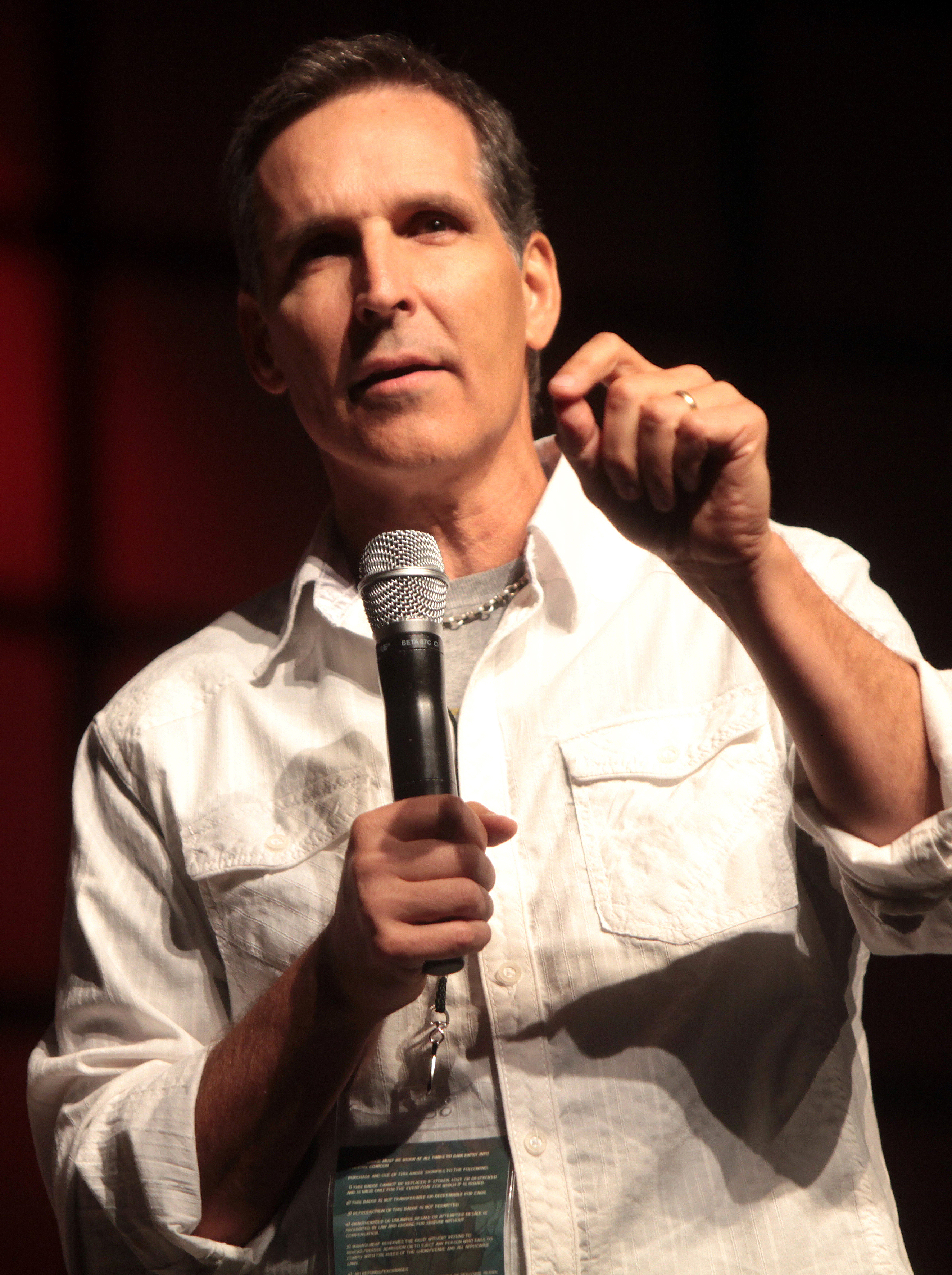
مک فارلن در حال سخنرانی در Phoenix Comicon در فینیکس، آریزونا

تاد مک فارلن پروداکشنز چندین اسپین آف و مینی سریال Spawn را منتشر کرد. مک فارلن به‌طور فزاینده ای توجه شخصی خود را به آن سرمایه‌گذاری‌های دیگر متمرکز کرد که منجر به کار نامنظم به عنوان یک تصویرگر شد. در سال ۱۹۹۴، مک فارلن یک شرکت اسباب‌بازی به نام Todd Toys را ایجاد کرد تا در ابتدا اکشن فیگور‌های کلکسیونی شخصیت‌های Spawn را به بازار عرضه کند. در سه ماه، این شرکت بیش از ۲٫۲ میلیون عدد از اکشن فیگورها را در سراسر کشور فروخت. پس از اینکه متل دستور توقف و توقف را بر اساس یک عروسک مرد در خط تولید باربی ماتل به نام تاد ارسال کرد، مک فارلن نام شرکت را به مک فارلن تویز تغییر داد. خط شخصیت‌های شرکت به سرعت به چهره‌های نمادهای فرهنگی محبوب مانند اعضای گروه Kiss، شخصیت‌های فرانچایز فیلم کشتار با اره رقی در تگزاس، مجموعه‌های تلویزیونی مانند The X-Files و چهره‌های ورزشی مانند Terrell Owens گسترش یافت. در سال ۱۹۹۹، این شرکت بیش از ۶ میلیون عدد اکشن فیگور فروخت. از سال ۲۰۱۷، این شرکت پنجمین تولیدکننده بزرگ اکشن فیگور در ایالات متحده بود.
در سال ۱۹۹۶، مک فارلن یک استودیوی فیلم و انیمیشن، تاد مک فارلن اینترتینمنت را تأسیس کرد. با همکاری New Line Cinema ، فیلم Spawn در سال ۱۹۹۷ و فیلم Spawn جدید را تولید کرد که در سال ۲۰۰۸ برنامه‌ریزی شده بود. Spawn، در حالی که از نظر انتقادی مورد توجه قرار گرفت، موفقیت کمی در باکس آفیس داشت و ۵۴٫۸ میلیون دلار در داخل کشور و تقریباً ۳۳ میلیون دلار در سراسر جهان در مقابل بودجه ۴۰ میلیون دلاری به دست آورد. تاد مک فارلن اینترتینمنت همچنین مجموعه انیمیشنی تاد مک فارلن را اسپاون (با صداپیشگی بازیگر کیت دیوید) تولید کرد که از سال ۱۹۹۷ تا ۱۹۹۹ از شبکه اچ بی او پخش شد اد بارک از دالاس مورنینگ نیوز این سریال را یک «تجربه تماشای بسیار ناخوشایند» خواند و پرسید: «چرا کسی می‌خواهد خود را در معرض چنین تجربه‌ای بی‌رحمانه و وحشتناک غیرانسانی قرار دهد.» با این وجود، این مجموعه انیمیشن در سال ۱۹۹۸ جوایز امی ساعات پربیننده را برای دستاورد برجسته در انیمیشن دریافت کرد.
این استودیو تعدادی موزیک ویدیو و انیمیشن‌های دیگر تولید کرد، از جمله:
- 1998: " Do the Evolution " توسط پرل جم - رولینگ استون این ویدئو را در لیست بهترین موزیک ویدیوهای انیمیشنی خود در سال ۲۰۱۲ گنجاند.[۵۳]
- 1999: " Freak on a Leash " توسط Koïn - این ویدیو در ۹ فوریه ۱۹۹۹ در مجموع درخواست زنده[۵۴] و در روز سیزدهم خود، ۲۵ فوریه، به رتبه ۱ رسید.[۵۵] و ده سپری کرد. روزهای غیر متوالی در مقام برتر تا «بازنشستگی» آن، در ۱۱ مه 1999.[۵۶][۵۷] این ویدیو برنده جایزه گرمی برای بهترین موزیک ویدیو فرم کوتاه و جایزه انتخاب خوانندگان Metal Edge در سال ۱۹۹۹ برای موزیک ویدیوی سال شد.[۵۸] همچنین در سال ۱۹۹۹ نامزد دریافت جایزه MTV Video Music Award شد.[۵۹][۶۰]
- ۲۰۰۲: زندگی‌های خطرناک پسران آلتر – مک فارلن سکانس‌های انیمیشنی را در این فیلم توسط پیتر کر[۶۱] کرد که در آن شخصیت‌های اصلی، تیم و فرانسیس، خود را به عنوان جنگجویان عضلانی تصور می‌کنند. اگرچه اجماع در راتن تومیتوز در مورد اثربخشی سکانس‌ها مبهم بود،[۶۲] آرموند وایت از مطبوعات نیویورک آنها را برای ستایش متمایز کرد.[۶۳]
- ۲۰۰۶: " سرزمین سردرگمی " توسط Disturbedدیستربد - مک فارلن، که با گرگ کاپولو روی هنر آلبوم 2005 Ten Thousand Fists کار کرد، همچنین ویدیوی انیمیشنی را برای جلد تک آهنگ جنسیس در سال ۱۹۸۶، " سرزمین سردرگمی " ساخت.

در ۲۱ ژوئیه ۲۰۱۱، در کامیک-کان سن دیگو International، مک فارلن و استن لی کمیک جدید خود، Blood Red Dragon را معرفی کردند. این سری با همکاری موسیقیدان یوشیکی ساخته شده‌است و نسخه ای تخیلی از او بازی می‌کند.
مک فارلن و کرت شیلینگ، پارچ بوستون رد ساکس، استودیوی بازی ۳۸ استودیو (بازی‌های هیولاهای سبز سابق) را به منظور تولید بازی‌های نقش‌آفرینی تشکیل دادند و مک فارلن بر هدایت هنری نظارت داشت.
در فوریه ۲۰۱۲، این شرکت تنها عنوان خود را منتشر کرد، Kingdoms of Amalur: Reckoning، یک بازی اکشن نقش آفرینی تک نفره که موفقیت متوسطی داشت، اما در اواخر ماه مه ۲۰۱۲، شرکت فعالیت خود را متوقف کرد، به دلیل مالی. مشکلات که برای آن ورشکستگی کرده بود.
مک فارلن یکی از چندین هنرمندی بود که کاور را برای کرکمن واکینگ دد شماره ۱۰۰، که در ۱۱ ژوئیه ۲۰۱۲ در کامیک کان سن دیگو منتشر شد، به تصویر کشید.
در ژوئیه ۲۰۱۷، بلوم‌هاوس پروداکشنز اعلام کرد که مک فارلن ریبوت فیلم اسپاون در سال ۱۹۹۷ را کارگردانی خواهد کرد. مک فارلن تا آن زمان یک فیلمنامه پیش نویس اول را نوشته بود. در ماه مه ۲۰۱۸، اعلام شد که جیمی فاکس نقش شخصیت اصلی را به تصویر خواهد کشید. در ژوئیه ۲۰۱۸، گزارش شد که جرمی رنر در کنار فاکس در نقش کارآگاه توییچ بازی خواهد کرد. در ۲۵ اکتبر ۲۰۱۸، فیلمبرداری قرار بود در ژوئن ۲۰۱۹ آغاز شود، اما در نهایت به تاریخ دیگری به تعویق افتاد. در اوت ۲۰۲۱، گزارش شد که برایان تاکر، فیلمنامه‌نویس شهر ویران، برای بازنویسی فیلمنامه مک فارلن استخدام شده‌است.
در نوامبر ۲۰۲۱، مک فارلن یک بازوی اختصاصی توسعه و تولید تلویزیونی McFarlane Films خود را راه اندازی کرد که یک قرارداد ظاهری با شرکت سازنده wiip امضا کرده‌است. این شرکت دارای سه نشان می‌دهد در حال توسعه: یک اسپین آف اسپاون و Sam & Ywitch، انیمیشن استاپ موشن، سری رویداد انیمیشن مک فارلند، و یک اقتباس لایو-اکشن از کمیک شست از شان لوئیس است.

## ورزش‌ها
مک فارلن همچنان از طرفداران مشتاق بیسبال است. در سال ۱۹۹۸، او ۲٫۶ میلیون دلار در حراجی برای توپ بیسبالی که مارک مک گوایر، بازیکن پایه سنت لوئیس کاردینالز، برای رکوردشکن ۷۰مین بازی خانگی خود به ثمر رساند، و ۱۷۵٬۰۰۰ دلار برای شصت و ششمین توپ خانگی سامی سوسا.
در ژوئن ۲۰۰۳، مک فارلن در حراجی حدود ۵۱۷٬۵۰۰ دلار برای بازی در اکتبر ۲۰۰۱، بری باندز، بازیکن چپ غول‌های سانفرانسیسکو پرداخت و هفتاد و سومین توپ خانگی را شکست. این حراج در منطقه ESPN در میدان تایمز نیویورک برگزار شد و به صورت زنده در SportsCenter نمایش داده شد. هنگامی که مایکل گرونوالد از مجله تایم در مصاحبه ای در سال ۲۰۰۷ از او پرسید که آیا به رکورد هفتصد و پنجاه و ششمین توپ خانگی باندز علاقه‌مند است، مک فارلن نشان داد که بیشتر به آخرین توپ خانگی باندز علاقه‌مند است.
مک فارلن، که مالک سابق اقلیت ادمونتون اویلرز است ، لوگوی مورد استفاده در پیراهن سوم جایگزین این تیم را طراحی کرد که اولین بار در سال ۲۰۰۱ عرضه شد.

## رسانه‌های دیگر

### موزیک ویدیو و آثار هنری آلبوم
تاد مک فارلن هنر آلبوم را برای آلبوم مفهومی The Dark Saga آیسد ارث در سال ۱۹۹۶ بر اساس Spawn و سومین آلبوم استودیویی  کورن در سال 1998 Follow the Leader را تولید کرد.
مک فارلن با همکاری کوین آلتیری موزیک ویدیوی آهنگ پرل جم "Do the Evolution " را کارگردانی کرد. این ویدیو در سال ۱۹۹۹ نامزد بهترین موزیک ویدیو، فرم کوتاه شد.
مک فارلن موزیک ویدیوی آهنگ کورن "Freak on a Leash " را کارگردانی کرد. در ۵ فوریه ۱۹۹۹ منتشر شد و جایزه گرمی را برای بهترین موزیک ویدیوی کوتاه در سال ۲۰۰۰ دریافت کرد.
در دسامبر ۲۰۰۲، تاد مک فارلن موزیک ویدیوی «نفس» را برای گروه هیپ هاپ کانادایی Swollen Members کارگردانی کرد که نلی فورتادو را در آن حضور داشت. او بعداً کاورهای کانادایی و بین‌المللی را برای آلبوم بعدی آنها Heavy که در اکتبر ۲۰۰۳ منتشر شد کشید.

### بازی‌های ویدیویی
اسپاون به عنوان یک شخصیت مهمان در نسخه اکس‌باکس بازی سول کالیبر ۲ ظاهر می‌شود . مک فارلن همچنین شخصیت منحصر به فرد Necrid را برای این بازی طراحی کرد.
یک بازی پلی استیشن ۲ با نام McFarlane's Evil Prophecy در سال ۲۰۰۴ توسط کونامی منتشر شد. در آن، بازیکنان با موجوداتی که بر اساس مجموعه‌ای از فیگورهای اکشن تاد مک‌فارلن، از جمله هیولاهای فیلم کلاسیک مانند هیولای فرانکشتاین و دراکولا ساخته شده‌اند، مبارزه می‌کنند.
در ژانویه ۲۰۰۵، مک فارلن اعلام کرد که او تنظیم شد، تولید یک مجموعه سریال تلویزیونی نیم ساعته برای فاکس به نام قصه‌های پیچ خورده، بر اساس بروس جونز کتاب کمیک به که مک فارلن حقوق خریداری کرده‌است.

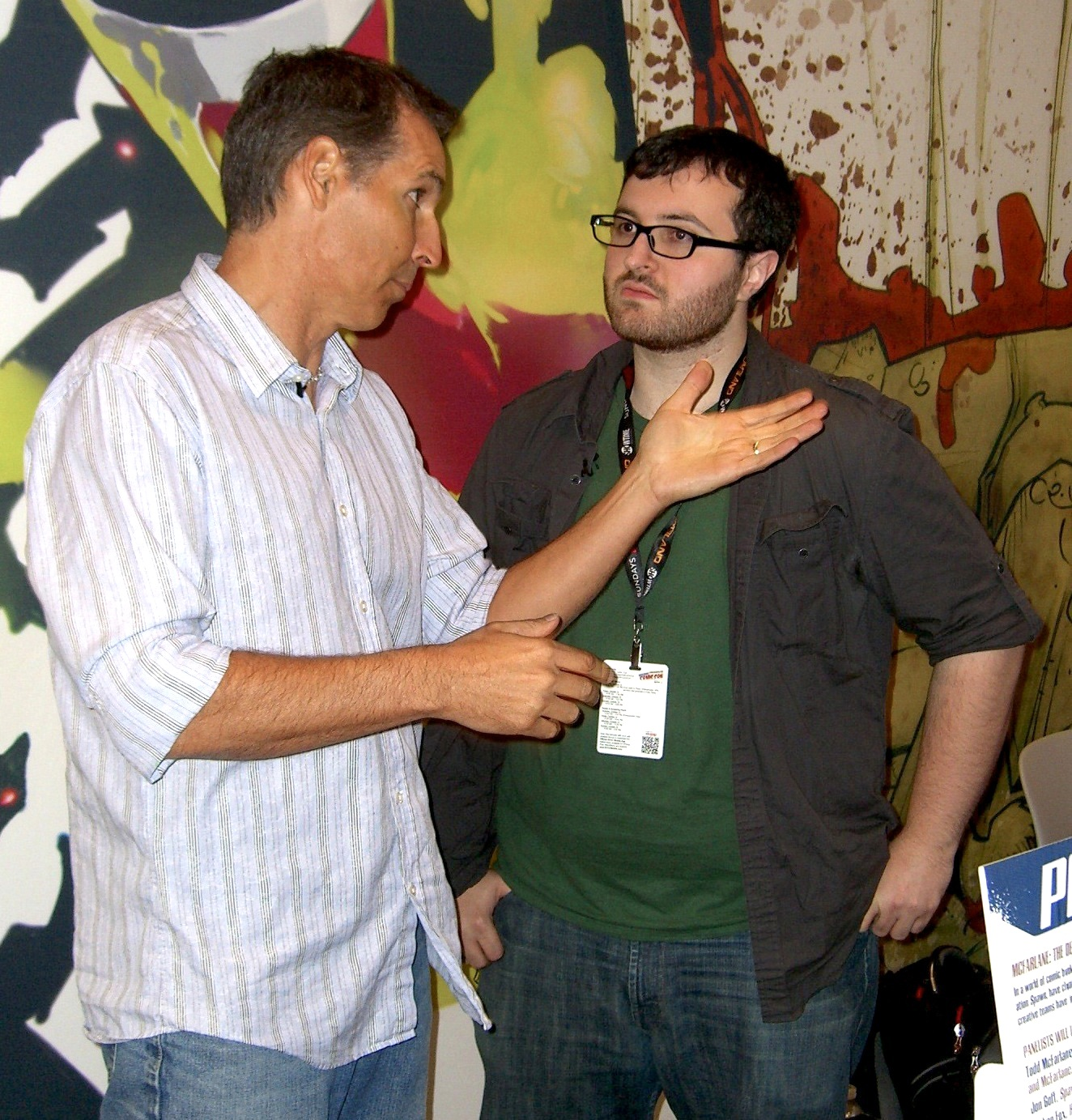
مک فارلن در غرفه Image Comics در ۲۰۱۱ کامیک کان نیویورک

برای انتشار بازی ویدیویی Halo 3، مک فارلن برای طراحی یک سری اکشن فیگور استخدام شد.

### رسانه در مورد تاد مک فارلن
استن لی با مک فارلن در قسمت ۱ مجموعه مستند The Comic Book Greats در سال ۱۹۹۱ مصاحبه کرد. در سال ۲۰۰۰، مک فارلن سوژه یک فیلم مستند هیئت ملی فیلم کانادایی شیطان تو می دانی: درون ذهن تاد مک فارلن به کارگردانی کنتون وان بود. این فیلم اولین بار در ۹ ژانویه ۲۰۰۱ در سریال زندگینامه زندگی و تایمز تلویزیون CBC پخش شد.
در «Spidey Cents»، اپیزود فصل چهارم سریال تلویزیونی واقعیت تاریخ، Pawn Stars که در می ۲۰۱۱ پخش شد، مردی سعی می‌کند آثار هنری اصلی مک فارلن را برای صفحه ۲۵ مرد عنکبوتی شگفت‌انگیز شماره ۳۱۶ (ژوئن ۱۹۸۹) بفروشد. ۲۰٬۰۰۰ دلار به فروشگاه طلا و نقره در لاس وگاس. از آنجایی که فروشنده فاقد اثر کاغذی برای احراز هویت اثر هنری بود، کوری هریسون، مدیر طلا و نقره، تنها ۱٬۰۰۰ دلار برای صفحه پرداخت کرد، پیشنهادی که فروشنده آن را رد کرد.

## مسائل حقوقی
مک فارلن در دو پرونده قضایی در دهه ۲۰۰۰ قضاوت خود را از دست داد. اولین مورد، پرونده شکایت در سال ۲۰۰۲ بود که در آن مک فارلن با نویسنده نیل گیمن بر سر حقوق برخی از شخصیت‌های اسپاون که توسط گیمن در شماره ۹ سری Spawn خلق شده بودند و بر سر پرداخت پول برای آثار بعدی که آن شخصیت‌ها را نشان می‌دادند، به رقابت پرداخت. در سال ۱۹۹۷، آن دو قراردادی را امضا کردند که در آن گیمن سهم خود از شخصیت‌های آنجلا، اسپاون قرون وسطی و کوگلیوسترو را در ازای سهم مک فارلن از ابرقهرمان بریتانیایی مارولمن به مک فارلن می‌داد (در حقیقت، آنچه که مک فارلن در واقع مالک آن بود، دو علامت تجاری برای لوگوهای معجزه بود، نه شخصیت، که تنها پس از پایان دادخواست مشخص می‌شود). این معامله توسط مک فارلن شکسته شد و همین امر باعث شد گیمن شکایت را آغاز کند. هیئت منصفه به اتفاق آرا به نفع گیمن بود. این دو درگیر اختلاف طولانی بر سر مالکیت میراکلمن بودند، اما هیچ شکایتی در این منازعه ثبت نشده‌است. در سال ۲۰۰۹، مارول کامیکس این موضوع را با خرید آن حل کرد. سازندگان در ژانویه ۲۰۱۲ اختلاف خود را بر سر شخصیت‌های Spawn حل و فصل کردند. شرایط دقیق توافق فاش نشده‌است، اگرچه ظاهراً گیمن مالکیت آنجلا را حفظ کرد، زیرا زمانی که گیمن در سال ۲۰۱۳ شروع به کار برای مارول کرد، او به شخصیتی در دنیای BleedingCool بعداً تأیید کرد که Marvel Comics حقوق آنجلا را به‌طور کامل از گیمن خریداری کرده‌است.
یکی دیگر از شکایت‌هایی که مک فارلن در آن درگیر شد، شکایتی در دسامبر ۲۰۰۴ بود که در آن تونی توئیست، بازیکن هاکی، از مک فارلن شکایت کرد، زیرا او نام یک شخصیت اوباش در اسپاون را به نام تویست نامید. این دعوا به مبلغ ۵ میلیون دلار خارج از دادگاه حل شد.
در سال ۲۰۱۲، مک فارلن از دوست و کارمند سابق خود، آل سیمونز، که نام خود دیگر اسپاون از او گرفته شده بود، شکایت کرد. بر اساس شکایتی که در دادگاه فدرال آریزونا تسلیم شد، آل سیمونز واقعی کتابی به نام «هنر اسپاون بودن» منتشر کرد که در آن سیمونز ظاهراً پیشنهاد می‌کند که زندگی خودش الهام‌بخش شخصیت اسپاون بوده‌است. موضع مک فارلن این بود که سیمونز شرایط قرارداد استخدامی خود را زیر پا گذاشت و وظیفه وفاداری خود را زیر پا گذاشت. این دعوی در دسامبر ۲۰۱۲ زمانی که مک فارلن با سیمونز به توافق رسید به پایان رسید. شرایط هیچ توافقی علنی نشد.

## جوایز و تقدیر
مک فارلن جوایز متعددی را برنده شده‌است از جمله:
- جایزه انجمن ملی کاریکاتوریست‌ها در سال ۱۹۹۲ برای بهترین کتاب کمیک[۱۰۲]
- جایزه اینکپات 1992[۱۰۳]
- جایزه گرمی ۲۰۰۰ برای بهترین موزیک ویدیو کوتاه برای " Freak on a Leash "[۱۰۴]
- جایزه هنرمند سال لیگ ملی فوتبال در سال ۲۰۰۵، برای کارش بر روی جلد برنامه‌های بالتیمور ریونز[نیازمند منبع]
- معرفی به تالار مشاهیر خالق کتاب‌های کمیک کانادایی، در ۱۸ ژوئن ۲۰۱۱، در جوایز جو شوستر در کلگری، آلبرتا، کانادا[۱۰۵]
- در سال ۲۰۱۳ از مک فارلن برای سخنران اصلی در یکی از دو مراسم فارغ‌التحصیلی در دانشگاهش در دانشگاه واشینگتن شرقی دعوت شد.[۱۳]

## زندگی شخصی
مک فارلن و همسرش واندا در سال ۱۹۸۵ ازدواج کردند. آنها تا سال ۱۹۸۶ در اسپوکین، واشینگتن ماندند، زمانی که به ونکوور، بریتیش کلمبیا نقل مکان کردند. آنها بعداً به پورتلند، اورگان، و سپس به کوهپایه‌های آهواتوکی در فینیکس، آریزونا نقل مکان کردند، جایی که از سال ۲۰۰۷ به زندگی خود ادامه می‌دهند. در آنجا آنها سه فرزند خود را بزرگ کردند: سیان، کیت و جیک. عشق سیان به سریال تلویزیونی لاست الهام بخش تصمیم پدرش برای تولید اکشن فیگورهای بر اساس آن سریال شد، در حالی که کیت صداپیشگی سیان جوان را در مجموعه تلویزیونی انیمیشن Spawn بر عهده داشت. دفاتر مک فارلن در نزدیکی فینیکس قرار دارند.
مک فارلن در مصاحبه ای در سال ۱۹۹۲ اظهار داشت که او یک آتئیست است.

## کتابشناسی - فهرست کتب

### کمیک‌های عالی
طراحی جلد
- پیامبر شماره ۱ (جلد ۳) (نوع) (۲۰۰۰)

### کمیک دی سی
- اسکادران ستاره شماره ۴۷ (با مایک کلارک) (۱۹۸۵)
- Detective Comics #576–578 (" بتمن: سال دوم ") (۱۹۸۷)
- Infinity, Inc #14–37 (هنر کامل)؛ سالانه شماره ۱–۲ (در میان هنرمندان دیگر) (۱۹۸۵–۱۹۸۷)
- تهاجم!، مینی سری، شماره ۱–2 (1989)
- سندمن (1989 سری دوم) #۵۰ (پین آپ)
- سوپرمن ویژه شماره ۱ (پین آپ یک صفحه) (۱۹۹۲)

طراحی جلد
- بتمن شماره ۴۲۳ (کاور)
- Wildcats #1B (2006 سری دوم DC)

### دیزنی
طراحی جلد
- شاهزاده ایرانی قبل از طوفان شن شماره 1 GN (2010)

### ایمیج کمیکس

#### طراحی
- Cyberforce #8 (1994)
- Haunt #1–18 (فقط جوهر) (۲۰۰۹–۲۰۱۱)
- تصویری کمیک تابستانی ویژه شماره 1 (2004)
- تصویر مصور با جلد سخت (داستان اسپاون) (۲۰۰۵)
- Image United #1–3 (2009–2010)
- تخم ریزی شماره ۱–۱۵، ۲۱–۲۴ (هنر کامل). #۲۶–۳۴، ۵۰ (به همراه گرگ کاپولو) (۱۹۹۲–۱۹۹۵); #190، ۲۰۰ (در میان هنرمندان دیگر) (۲۰۱۰)
- Spawn/Batman #1 (1994)

طراحی جلد
- Badrock (1995) #1A (فقط جوهر)
- نسخه پیش‌نمایش پرچم سیاه شماره 1 (1994) (فقط جوهر)
- نیروی سایبری شماره ۸ (۱۹۹۴)
- Reborn #1H (2016)
- کلاغ #1B (۲۰۱۳)
- The Darkness #100B (2012)
- The Infinite #1D, 2E (2011) (فقط جوهر)
- مردگان متحرک #100D (2003)

#### نوشتن
- ناجی شماره ۱–8 (2015)
- اسپاون #۱–۷، ۱۲–۱۵، ۲۱–۱۵0 (1992-2005)؛ ۱۸۵ به بعد (۲۰۰۸–اکنون)
- Spawn Kills Everyone #1 (2016)

### مارول

#### طراحی
- مرد عنکبوتی شگفت‌انگیز #298–۳۲۳, ۳۲۵, ۳۲۸ (۱۹۸۸–۱۹۹۰)
- کایوت شماره ۱۱–۱4 (1985)
- دردویل #241 (1987)
- جی آی جو: قهرمان واقعی آمریکایی شماره ۶0 (1987)
- GI Joe Special #1 (1995)
- هالک باورنکردنی #330–۳۳۴، ۳۳۶–۳۴۶ (۱۹۸۷–۱۹۸۸)
- ویژه تعطیلات مارول (مرد عنکبوتی) ۲۰۰۴
- Spectacular Spider-Man Annual #10 (1990)
- مرد عنکبوتی شماره ۱–۱۴، ۱6 (1990-1991)
- Spitfire and the Troubleshooters #4 (1987)
- چه--؟! شماره 3 (1988)

طراحی جلد
- مرد عنکبوتی شگفت‌انگیز: اسکیت روی یخ نازک شماره 1 (1993)
- کونان بربر شماره ۲۴1 (1991)
- Marvel Comics Presents #32 (1988)
- جهش‌یافته‌های جدید #85–89, 93 (1990) (فقط جوهر)
- کوازار شماره ۱4 (1990)
- Return of Wolverine (2018 Marvel) #1I, 1J
- The Olympians #1 (1991) (حماسه؛ فقط روی جلد)
- X-Force #1E (2019)

#### نوشتن
- مرد عنکبوتی شماره ۱–۱۴، ۱6 (1990-1991)